# Parc Loujniki
Le parc Loujniki est un parc de Moscou situé dans une boucle de la Moskova sur lequel est situé le Complexe olympique Loujniki et le stade du même nom.